# Saint Joseph's College (New York)
Le Saint Joseph's College est un établissement d'enseignement supérieur privée de l'État de New York, située dans l'arrondissement de Brooklyn à New York. Créé en 1916, il était au départ spécialisé en Arts libéraux. L'établissement tire son nom de l'Institut des sœurs de saint Joseph qui a été à l'origine de sa création à Brentwood (NY). Un campus annexe du college est situé dans la ville de Patchogue sur Long Island.